# Тиргшору-Векі
Тиргшору-Векі (рум. Târgșoru Vechi) — село у повіті Прахова в Румунії. Входить до складу комуни Тиргшору-Векі.
Село розташоване на відстані 50 км на північ від Бухареста, 10 км на південний захід від Плоєшті, 89 км на південь від Брашова.

## Населення
За даними перепису населення 2002 року у селі проживали 2215 осіб, з них 2213 осіб (99,9%) румунів. Рідною мовою 2214 осіб (> 99,9%) назвали румунську.